# 複方毒掃丸
複方毒掃丸（ふくほうどくそうがん）は、株式会社山崎帝國堂が製造販売する一般用医薬品。代表的な生薬便秘薬で、2011年4月時点でのリスク区分は、第二類医薬品である。製品名の冒頭にある「複方」とは、複数の生薬を配合していることを示す言葉であり、パッケージなどにもこの部分は小さく表示されていることもあって、一般には「毒掃丸」（どくそうがん）と呼ばれることが多い。同社製品で、毒掃丸の名を冠した姉妹品（ドクソウガンG、など）が幾つかあるが、「複方毒掃丸」がシリーズの源流である。なお、毒掃丸は名前やパッケージの色が正露丸に類似しているが、正露丸は腹痛・下痢などに効能をもつ止瀉薬であり、毒掃丸は便秘薬で、服用目的は全く異なるので注意が必要である。

## 概要
6種類の生薬を配合した便秘薬で、代表的な便秘薬である大黄甘草湯（大黄＋甘草）よりも便秘に伴う諸症状緩和成分が4種類多く含まれるのが特徴。明治以来長らくは、この処方は梅毒・胎毒などの「毒」を体外に排出することを念頭に用いられてきたが、現在ではその後の国による再評価を経て便秘薬として製造販売されている。成分が比較的似ている生薬便秘薬としては、百毒下し（翠松堂製薬）、七ふく（七ふく製薬）がある。
現在、本品の輸出は行われていないが、台湾では以前流通していた事があり、本品の過去の一時期の処方にきわめて近い「掃毒丸」なる類似品が現存している。

## 性質
「効能」は以下のとおりである。
便秘・便秘に伴う次の諸症状の緩和：吹出物、肌あれ、食欲不振（食欲減退）、腹部膨満、腸内異常醗酵、痔、のぼせ、頭重。
「用法」は、年齢と症状によって服用量が異なる。服用量が様々に異なるのは、小さな丸剤からなる生薬便秘薬の特徴ともいえ、数える手間がかかる半面、自分に合った量を服用できるので、その場合、強すぎる便秘薬をのんだ時のような過剰な効き方を避けやすい。

## 成分
「成分」は以下のとおりである。なお、本品パッケージに記されている各成分の効果も合わせて示す。

日局ダイオウ末　1.2g  緩下作用により、大腸の働きを活発にして自然なお通じを促す

日局エイジツ末　0.8g　ダイオウと共に、大腸の働きを活発にして自然なお通じを促す

日局サンキライ末　0.8g 　皮膚疾患の排膿・解毒作用により、吹出物・肌あれを抑える

日局センキュウ末　0.5g  補血作用により、お腹の痛みや痔等の不快感を抑える

日局カンゾウ末　0.5g　鎮痛緩和作用により、お腹の痛みや痔等の不快感を抑える

日局コウボク末　0.4g　胃や腸の働きをよくする作用があり、食欲不振・腹部膨満・腸内異常醗酵に効果がある

## 歴史
本品の処方の由来は、江州香川家の家伝薬「香川解毒剤」からのものといわれている。1889年（明治21年）に山崎嘉太郎が東京神田に創業した山崎帝國堂薬房が販売を始めた。1894年（明治26年）の新聞広告では「腹内毒掃丸」＝「どくさうじぐあん」という名称で、1ヶ月で全治保証の新薬として宣伝されている。当時の効能は　梅毒、そう毒、しつ毒、りん毒、たい毒他多数であった。
明治30年代になると「毒掃丸」という名称で全国に大々的に売り出され、「毒掃丸」または「腹内毒掃丸」という二通りの名称が使われ、明治、大正、昭和にかけてこれらの名称・効能のまま販売されていった。
昭和20年代には「複方毒掃丸」となり成分はダイオウ、センキュウ、カンゾウ、ブクリョウ、エイジツ、サンキライ、ニンドウに変わり、効能は、便秘、たい毒、腰痛、関節痛等になる。
1984年（昭和59年）の再評価により便秘薬に分類され、成分も現在と同じになる。